# Criteri di convergenza
In analisi matematica i criteri di convergenza per le serie sono condizioni sufficienti per la determinazione del carattere della serie.

## Serie a termini concordi

### Primo criterio del confronto
Consideriamo due serie a termini non negativi {\displaystyle \sum a_{n}} e {\displaystyle \sum b_{n}} tali che {\displaystyle \ a_{n}} {\displaystyle \leq } {\displaystyle \ b_{n}}:
- se la maggiorante converge, la minorante è convergente;
- se la minorante diverge, la maggiorante è divergente.

Questo criterio viene utilizzato per dimostrare che la serie armonica generalizzata è divergente per α ≤ 1.

#### Dimostrazione
Data la successione di somme parziali {\displaystyle (S_{n})} di {\displaystyle \sum a_{n}}, dove {\displaystyle (S_{n})} è monotona crescente:
{\displaystyle \lim _{n\to +\infty }S_{n}=\sup {S_{n}}}.
Analogamente con {\displaystyle (T_{n})} successione di somme parziali di {\displaystyle \sum b_{n}}: {\displaystyle \lim _{n\to +\infty }T_{n}=\sup {T_{n}}}.
Abbiamo che:
{\displaystyle \sum a_{n}=\sup {S_{n}}\leq \sum b_{n}=\sup {T_{n}},}
dove non è da escludere che gli estremi superiori possano assumere anche il valore {\displaystyle +\infty }. Quanto affermato nel criterio ne segue immediatamente.

### Secondo criterio del confronto o del confronto asintotico
Date due serie a termini positivi {\displaystyle \sum a_{n}} e {\displaystyle \sum b_{n}}:
- se {\displaystyle \sum b_{n}} è convergente e {\displaystyle \lim _{n\to +\infty }{\frac {a_{n}}{b_{n}}}=l}, dove {\displaystyle l\in [0,+\infty )}, allora {\displaystyle \sum a_{n}} è convergente;
- se {\displaystyle \sum b_{n}} è divergente e {\displaystyle \lim _{n\to +\infty }{\frac {a_{n}}{b_{n}}}>0} (anche {\displaystyle +\infty }), allora {\displaystyle \sum a_{n}} è divergente.

Il criterio del confronto asintotico è utile per far vedere che la serie armonica generalizzata è convergente per {\displaystyle \alpha >1}.

#### Dimostrazione
Dato che {\displaystyle \lim _{n\to +\infty }{\frac {a_{n}}{b_{n}}}=l,0<l<+\infty }, per definizione di limite di successione abbiamo che:
{\displaystyle \forall \varepsilon >0\;\exists n_{0}:\forall n>n_{0}\;\left|{\frac {a_{n}}{b_{n}}}-l\right|<\varepsilon .}
Si scelga {\displaystyle \varepsilon =1}, allora si ha:
{\displaystyle \left|{\frac {a_{n}}{b_{n}}}-l\right|<1,}
che si può riscrivere:
{\displaystyle (l-1)b_{n}<a_{n}<(l+1)b_{n}.}
Dunque poiché {\displaystyle \sum b_{n}} converge anche {\displaystyle \sum (l-1)b_{n}} e {\displaystyle \sum (l+1)b_{n}} convergono, di conseguenza anche {\displaystyle \sum a_{n}} converge. Analogamente per {\displaystyle \sum b_{n}} divergente.

### Confronto con la serie geometrica: criteri derivati e stima del resto
Per applicare i criteri di confronto in modo diretto bisogna prendere in considerazione due serie, di cui una abbia un carattere noto (cioè si sappia se converge o meno), mentre l'altra abbia un carattere da valutare in base al confronto. Una delle due serie fa dunque da serie di riferimento.
Se però come serie di riferimento {\displaystyle \sum b_{n}} fissiamo una particolare serie e confrontiamo una generica serie {\displaystyle \sum a_{n}} con la serie fissata, allora - avendo fissato una delle serie - il criterio del confronto si riduce a delle condizioni sui termini {\displaystyle a_{n}}. Si ottengono così una serie di criteri derivati, che fanno riferimento esplicitamente ad una sola serie di cui si vuole stabilire il carattere, ma che tuttavia "sottintendono" un confronto con la serie di riferimento fissata. Quando si applicano tali criteri è importante tenere presente quale sia la serie "sottintesa", poiché ovviamente la stima del criterio derivato non potrà essere più raffinata di quella che si otterrebbe da un confronto diretto dalla serie studiata con quella di riferimento.
Una delle serie più utili come serie di riferimento per il confronto è la serie geometrica, cioè la successione delle somme parziali delle potenze di un argomento dato:
{\displaystyle s_{N}=\sum _{n=0}^{N}k^{n}={\frac {1-k^{N+1}}{1-k}}}
Applicando i criteri di confronto al confronto con questa serie si possono ricavare i seguenti criteri derivati:

#### Criterio della radice (o di Cauchy)
Consideriamo una serie a termini non negativi {\displaystyle \sum _{n=1}^{+\infty }a_{n}} per la quale esista il limite {\displaystyle \lim _{n\to +\infty }{\sqrt[{n}]{a}}_{n}=k}.
Si ha che: 
- il carattere della serie è convergente se {\displaystyle k<1;}
- il carattere della serie è divergente se {\displaystyle k>1;}
- non si può stabilire il carattere della serie se {\displaystyle k=1.}

##### Dimostrazione
Basta osservare che se {\displaystyle \lim _{n\to +\infty }{\sqrt[{n}]{a}}_{n}=k<1} allora possiamo fissare un {\displaystyle k'} fra {\displaystyle k} e 1 tale che per tutti gli {\displaystyle n} maggiori di un certo {\displaystyle N} abbastanza grande i termini della successione siano minori di {\displaystyle k'}:
{\displaystyle \forall n>N,\quad {\sqrt[{n}]{a}}_{n}<k'<1}
Elevando per {\displaystyle n} si ottiene dunque:
{\displaystyle \forall n>N,\quad a_{n}<k'^{n}.}
Applicando allora il criterio del confronto fra la serie {\displaystyle \sum a_{n}} e la serie geometrica {\displaystyle \sum k'^{n}} si ha che la serie converge.
Se {\displaystyle \lim _{n\to +\infty }{\sqrt[{n}]{a}}_{n}=k>1} allora esiste {\displaystyle N} tale che per ogni {\displaystyle n>N} si ha {\displaystyle {\sqrt[{n}]{a_{n}}}>1} da cui {\displaystyle a_{n}>1}. Dato che {\displaystyle a_{n}} non tende a 0 la serie {\displaystyle \sum _{n=1}^{\infty }a_{n}} diverge.

##### Esempio
Stabiliamo il carattere della serie:
{\displaystyle \sum _{n=1}^{\infty }n^{\beta }a^{n},\quad \beta \in \mathbb {R} ,\ a>0.}
Applicando il criterio della radice abbiamo:
{\displaystyle {\sqrt[{n}]{n^{\beta }a^{n}}}=n^{\beta  \over n}a.}
Ma
{\displaystyle \lim _{n\to \infty }n^{\beta  \over n}a=a,}
come si deduce facilmente tramite l'identità logaritmica:
{\displaystyle \lim _{n\to \infty }e^{\log n^{\beta  \over n}+\log a}=\lim _{n\to \infty }e^{{\beta  \over n}\log n+\log a}=e^{\log a}=a.}
Quindi {\displaystyle \ \forall \beta \in \mathbb {R} } se {\displaystyle \ a<1} la serie converge, mentre se {\displaystyle \ a>1} la serie diverge.
Per {\displaystyle a=1} la serie diviene la serie armonica generalizzata con {\displaystyle \alpha =-\beta } che diverge se {\displaystyle \beta \geq -1} e converge se {\displaystyle \beta <-1}.

#### Criterio del rapporto (o di d'Alembert)
Consideriamo una serie a termini positivi {\displaystyle \sum _{n=1}^{+\infty }a_{n}} tale che esista il limite {\displaystyle \lim _{n\to +\infty }{a_{n+1} \over a_{n}}=k}. Questa serie: 
- converge, se {\displaystyle k<1};
- diverge, se {\displaystyle k>1};
- ha un comportamento che non può essere stabilito da questo criterio, se {\displaystyle k=1}.

##### Dimostrazione[1]
Caso I
Se {\displaystyle \lim _{n\to +\infty }{a_{n+1} \over a_{n}}=k<1}, possiamo fissare un numero {\displaystyle k'\in (k,1)} tale che, per tutti gli {\displaystyle n} maggiori di un certo {\displaystyle N} abbastanza grande, il rapporto fra due termini successivi sia minore di {\displaystyle k'}:
{\displaystyle \forall n>N,\quad {\frac {a_{n+1}}{a_{n}}}<k'<1,}
da cui:
{\displaystyle a_{n+1}<k'a_{n}.}
Dal momento che questa relazione vale per tutti gli {\displaystyle n} maggiori di {\displaystyle N}, partendo da un generico termine {\displaystyle a_{n}} possiamo procedere a ritroso fino a {\displaystyle N+1}:
{\displaystyle a_{n}<k'a_{n-1}<(k')^{2}a_{n-2}<(k')^{n-(N+1)}a_{N+1}=\left[{\frac {a_{N+1}}{(k')^{N+1}}}\right](k')^{n}.}
A meno di una costante moltiplicativa (si ricordi che {\displaystyle N} è un numero), la successione {\displaystyle a_{n}} risulta minorante della successione delle potenze di {\displaystyle k'}, che è convergente, essendo {\displaystyle k'<1}. Di conseguenza, per il primo criterio del confronto, la serie degli {\displaystyle a_{n}} converge.
Caso II
Essendo {\displaystyle \lim _{n\to +\infty }{a_{n+1} \over a_{n}}=k>1}, si consideri un numero {\displaystyle k'\in (1,k)}. Esiste allora un valore {\displaystyle N} tale che
{\displaystyle \forall n>N,\quad {\frac {a_{n+1}}{a_{n}}}>k'>1}
ossia
{\displaystyle a_{N+2}>k'a_{N+1}}
e analogamente
{\displaystyle a_{N+3}>k'a_{N+2}>(k')^{2}a_{N+1}\ \ \rightarrow \ \ a_{N+3}>(k')^{2}a_{N+1}}
{\displaystyle a_{N+4}>(k')^{3}a_{N+1}}
{\displaystyle \qquad \vdots }
{\displaystyle a_{N+q}>(k')^{q-1}a_{N+1}.}
La coda della serie degli {\displaystyle a_{n}} è maggiorante di una serie geometrica che ha ragione {\displaystyle k'>1} e che è quindi divergente:
{\displaystyle \sum _{n=N+2}^{+\infty }a_{n}>a_{N+1}\sum _{q=1}^{+\infty }(k')^{q}.}
Di conseguenza, utilizzando il primo criterio del confronto, anche la serie {\displaystyle \sum _{n=1}^{+\infty }a_{n}} risulta divergente.

#### Stima del resto
Il confronto con la serie geometrica rende particolarmente agevole la valutazione del "resto", cioè dell'errore che si commette calcolando la somma di una serie fermandosi al suo {\displaystyle N}-esimo termine:
{\displaystyle \sum _{n=0}^{\infty }a_{n}=\sum _{n=0}^{N}a_{n}+R_{N}.}
Supponiamo infatti di avere una serie {\displaystyle \sum a_{n}} tale che da un certo {\displaystyle N} in poi i termini {\displaystyle a_{n}} siano minori dei termini di una serie geometrica di argomento {\displaystyle k} tale che {\displaystyle -1<k<1} a meno di una costante moltiplicativa {\displaystyle C}:
{\displaystyle \forall n>N,\quad a_{n}<Ck^{n}.}
Allora non solo la serie {\displaystyle \sum a_{n}} converge, ma si ha anche:
{\displaystyle R_{N}=\sum _{n=N+1}^{\infty }a_{n}<C\sum _{n=N+1}^{\infty }k^{n}=C{\frac {k^{N+1}}{1-k}}.}
Questa espressione si semplifica ulteriormente nel caso in cui il confronto della serie {\displaystyle \sum a_{n}} con la serie geometrica venga ottenuto per mezzo del criterio del rapporto. In quel caso infatti, come si è mostrato nella Dimostrazione, esiste una certa costante {\displaystyle k'<1} e un certo intero {\displaystyle N} abbastanza grande tale che:
{\displaystyle \forall n>N,\quad a_{n}<\left({\frac {a_{N+1}}{k'^{N+1}}}\right)k'^{n}.}
Possiamo dunque applicare la formula per il resto precedentemente trovata, con la costante moltiplicativa {\displaystyle C={\frac {a_{N+1}}{k'^{N+1}}}}, ottenendo:
{\displaystyle R_{N}<{\frac {a_{N+1}}{k'^{N+1}}}{\frac {k'^{N+1}}{1-k'}}={\frac {a_{N+1}}{1-k'}}.}
Dunque nei casi in cui si applica il criterio del rapporto il resto {\displaystyle N}-esimo della serie da stimare è limitato, a meno di una costante moltiplicativa, dall'{\displaystyle (N+1)}-esimo termine della serie. Questa è una relazione molto importante per gli sviluppi in serie di funzioni.

### Criterio di Raabe
Il criterio è in onore del matematico svizzero Raabe. Consideriamo una serie {\displaystyle \sum _{n=1}^{+\infty }a_{n}} a termini positivi, per la quale esiste il limite
{\displaystyle \lim _{n\to \infty }n\left({{a_{n}} \over {a_{n+1}}}-1\right)=l.}
Allora:
- se {\displaystyle l>1} la serie converge;
- se {\displaystyle l<1} la serie diverge;
- se {\displaystyle l=1} il criterio non contribuisce a chiarire il suo comportamento.

#### Dimostrazione
Dimostriamo la divergenza.
Dato che {\displaystyle l<1} per definizione di limite di successioni avremo:
{\displaystyle \exists \alpha \in N:\forall n\geq \alpha \Rightarrow n\left({\frac {a_{n}}{a_{n+1}}}-1\right)<1.}
Facendo qualche semplice passaggio si ottiene:
{\displaystyle {\frac {a_{n}}{a_{n+1}}}-1<{\frac {1}{n}}\Rightarrow {\frac {a_{n}}{a_{n+1}}}<1+{\frac {1}{n}}\Rightarrow {\frac {a_{n}}{a_{n+1}}}<{\frac {n+1}{n}}\Rightarrow na_{n}<(n+1)a_{n+1},} questo vale per {\displaystyle \forall n\geq \alpha .}
da questa posso scrivere:
{\displaystyle na_{n}>\alpha a_{\alpha }\Rightarrow a_{n}>{\frac {\alpha a_{\alpha }}{n}},}
dove:
{\displaystyle \sum _{n=1}^{\infty }{\frac {\alpha a_{\alpha }}{n}}=+\infty .}
Perché quest'ultima è una serie armonica moltiplicata per una costante. Inoltre per il criterio del confronto risulta che
{\displaystyle \sum _{n=1}^{\infty }a_{n}=+\infty .}

### Criterio di condensazione di Cauchy
Se {\displaystyle a_{n}} è una successione positiva non crescente, la serie
{\displaystyle \sum _{n=1}^{\infty }a_{n}}
converge se e solo se converge la serie
{\displaystyle \sum _{n=1}^{\infty }2^{n}a_{2^{n}}.}

### Criterio dell'integrale
Si consideri un intero {\displaystyle N} e una funzione continua non negativa {\displaystyle f} definita sull'intervallo illimitato {\displaystyle [N,+\infty )}, in cui è monotonicamente decrescente. Allora la serie
{\displaystyle \sum _{n=N}^{\infty }f(n)}
converge a un numero reale se e solo se l'integrale improprio
{\displaystyle \int _{N}^{\infty }f(x)\,dx}
è finito.
Osservazione: se l'integrale improprio è finito, allora il metodo dà anche un maggiorante e un minorante
{\displaystyle \int _{N}^{\infty }f(x)\,dx\leq \sum _{n=N}^{\infty }f(n)\leq f(N)+\int _{N}^{\infty }f(x)\,dx}
per la serie.

#### Dimostrazione
La dimostrazione utilizza il teorema del confronto fra il termine {\displaystyle f(n)} con l'integrale di {\displaystyle f} sugli intervalli {\displaystyle [n-1,n)} e {\displaystyle [n,n+1)}, rispettivamente.
Poiché {\displaystyle f} è decrescente, si sa che
{\displaystyle f(x)\leq f(n)\quad {\text{per ogni }}x\in [n,\infty )}
e
{\displaystyle f(n)\leq f(x)\quad {\text{per ogni }}x\in [N,n].}
Quindi, per ogni intero {\displaystyle n\geq N},
{\displaystyle \int _{n}^{n+1}f(x)\,dx\leq \int _{n}^{n+1}f(n)\,dx=f(n)}
e, per ogni intero {\displaystyle n\geq N+1},
{\displaystyle f(n)=\int _{n-1}^{n}f(n)\,dx\leq \int _{n-1}^{n}f(x)\,dx.}
Dalla somma su tutti gli {\displaystyle n} da {\displaystyle N} a qualche intero maggiore {\displaystyle M}, si ricava dalle disuguaglianze precedenti che
{\displaystyle \int _{N}^{M+1}f(x)\,dx=\sum _{n=N}^{M}\underbrace {\int _{n}^{n+1}f(x)\,dx} _{\leq \,f(n)}\leq \sum _{n=N}^{M}f(n)}
e
{\displaystyle \sum _{n=N}^{M}f(n)\leq f(N)+\sum _{n=N+1}^{M}\underbrace {\int _{n-1}^{n}f(x)\,dx} _{\geq \,f(n)}=f(N)+\int _{N}^{M}f(x)\,dx.}
Combinando i risultati si ha
{\displaystyle \int _{N}^{M+1}f(x)\,dx\leq \sum _{n=N}^{M}f(n)\leq f(N)+\int _{N}^{M}f(x)\,dx.}
Facendo tendere {\displaystyle M} a infinito, segue sia il teorema che la stima del valore della serie.

## Serie a termini discordi

### Criterio di convergenza assoluta
Data una serie {\displaystyle \sum a_{n}}, si dice che essa è assolutamente convergente se {\displaystyle \sum {|a_{n}|}} converge.

#### Teorema
Se una serie è convergente assolutamente è anche convergente semplicemente.

#### Dimostrazione
Sia {\displaystyle \sum a_{k}} una serie.
Consideriamo {\displaystyle \sum {|a_{k}|}}; per ipotesi, essa converge. Allora
{\displaystyle \sum {|a_{k}|}{\text{ converge }}\Leftrightarrow \forall \varepsilon >0,\exists \nu :\forall n\geq \nu ,\forall p\geq 1,{\bigg |}\sum _{k=n+1}^{n+p}{|a_{k}|}{\bigg |}<\varepsilon \quad } (deve essere soddisfatta la condizione di Cauchy sulle serie)
{\displaystyle \Leftrightarrow \forall \varepsilon >0,\exists \nu :\forall n\geq \nu \forall p\geq 1,\sum _{k=n+1}^{n+p}{|a_{k}|}<\varepsilon \quad } (la serie dei moduli non è mai negativa)
{\displaystyle \Rightarrow \forall \varepsilon >0,\exists \nu :\forall n\geq \nu \forall p\geq 1,{\bigg |}\sum _{k=n+1}^{n+p}{a_{k}}{\bigg |}<\varepsilon \quad } (minorazione tramite la disuguaglianza triangolare: la somma dei moduli è maggiore eguale al modulo della somma)
{\displaystyle \Leftrightarrow \sum {a_{k}}{\text{ converge}}.}

### Criterio di Leibniz
Si dicono serie a termini di segno alterno le serie a termini reali tali che due termini consecutivi hanno segno opposto. La serie {\displaystyle \sum (-1)^{n}a_{n}}, con {\displaystyle a_{n}} definitivamente positiva, è dunque a termini di segno alterno, infatti:
- per {\displaystyle n} pari il termine è positivo;
- per {\displaystyle n} dispari il termine è negativo.

Per queste serie vale il seguente criterio di Leibniz:
Data la serie {\displaystyle S_{N}=\sum _{n=0}^{N}(-1)^{n}a_{n}}, se la successione {\displaystyle |a_{n}|} è definitivamente positiva, decrescente e tende a {\displaystyle 0}, cioè: 
- {\displaystyle |a_{n}|\geq |a_{n+1}|>0,\quad \forall n>N;}
- {\displaystyle \lim _{n\to \infty }|a_{n}|=0.}

Allora si ha che: 
- la serie è convergente ad {\displaystyle S\in \mathbb {R} ;}
- le somme parziali di ordine pari e quelle di ordine dispari sono monotone e tendono a {\displaystyle S;}
- {\displaystyle |S_{n}-S|\leq |a_{n+1}|\,\forall n}, il resto {\displaystyle n}-esimo è minore al termine {\displaystyle a_{n+1}.}

### Criterio di Dirichlet
Il criterio di Dirichlet per le serie generalizza il criterio di Leibniz. Siano {\displaystyle \{a_{n}\}} e {\displaystyle \{b_{n}\}} due successioni. Se {\displaystyle a_{n}} tende monotonamente a {\displaystyle 0}, e se la serie dei {\displaystyle b_{n}} è limitata, cioè se
- {\displaystyle a_{n}\geq a_{n+1}\geq \cdots >0;}
- {\displaystyle |\sum _{n=1}^{N}b_{n}|<M,\quad \forall N.}

Allora la serie {\displaystyle \sum _{n=1}^{+\infty }{a_{n}b_{n}}} è convergente. In particolare, ponendo {\displaystyle b_{n}=(-1)^{n}} si ottiene il criterio di Leibniz.